# カール・シュテフェック
カール・シュテフェック（Carl Constantin Heinrich Steffeck、1818年4月4日 - 1890年7月11日）はドイツの画家である。歴史画の他、犬や馬を題材にした。

## 略歴
ベルリンで生まれた。ベルリンのプロイセン王立芸術アカデミーで学び、1837年から、動物を得意とする画家、フランツ・クリューガーのクラスに入った。その後カール・ヨーゼフ・ベガスにも学んだ。1839年にパリに留学し、ポール・ドラローシュのもとで2ヶ月学び、戦闘場面などを描いたオラース・ヴェルネの作品から影響を受けた。1840年から1842年の間はイタリアに滞在した。
ベルリンに戻った後、1848年に15世紀の武将、アルブレヒト・アヒレスを題材にした歴史画を描き、高い評価を得た。犬や馬を題材にした絵画を描くことが多くなり、肖像画や版画、彫刻も製作した。
1850年代の初めから、美術教師として働き、エルンスト・ヒルデブラント(1833-1924)やハンス・フォン・マレース(Hans von Marées: 1837-1897)らを教えた。1859年にプロイセン王立芸術アカデミーの教授に任じられた。カール・シュテフェックに学んだ学生にはトーマス・ヘルプスト(1948-1915)やクルト・ヘルマン(1854-1929)らもいる。1880年にはケーニヒスベルク美術学校の校長に任命された。

## 作品

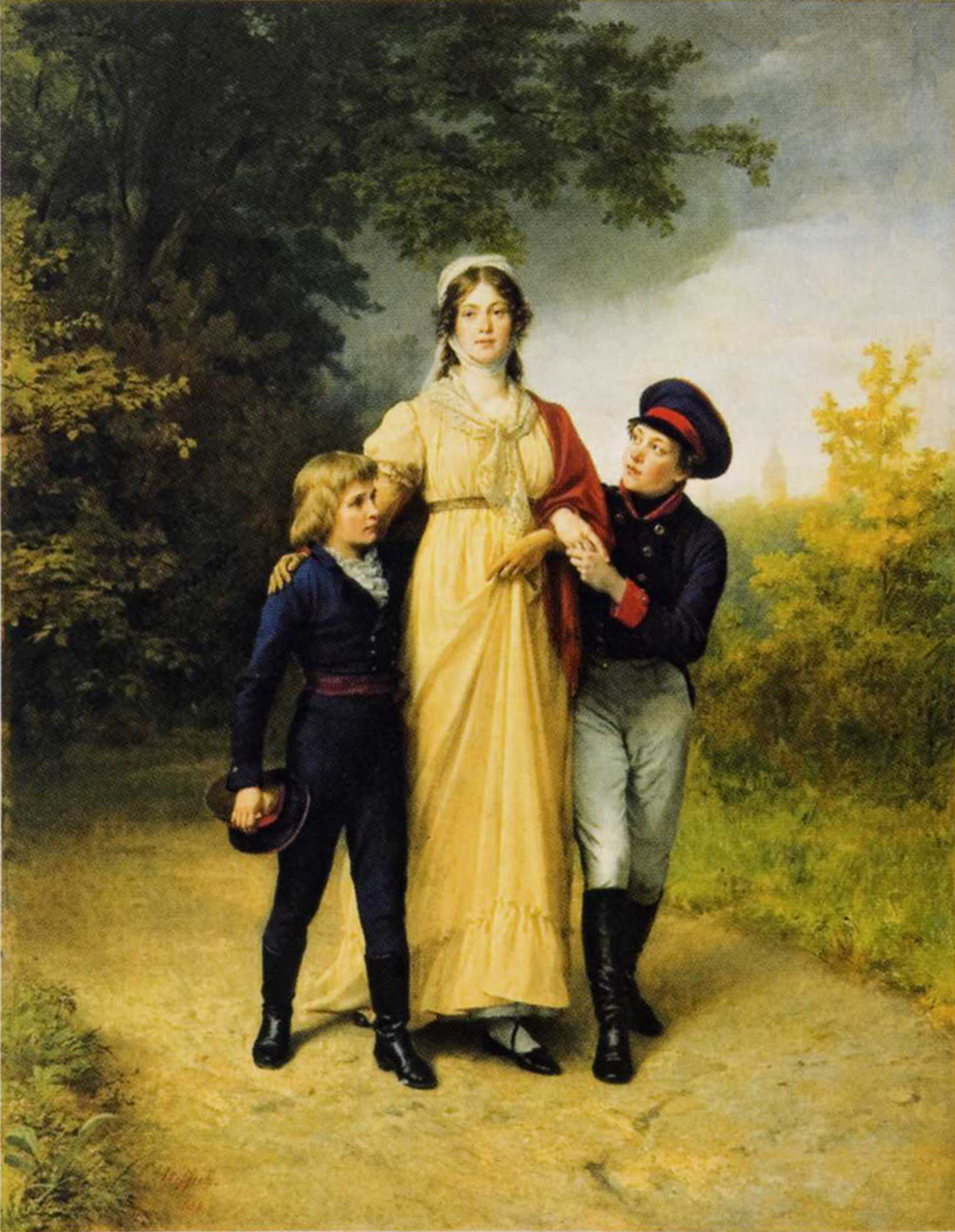
プロイセン王妃ルイーゼと息子たち(1886)
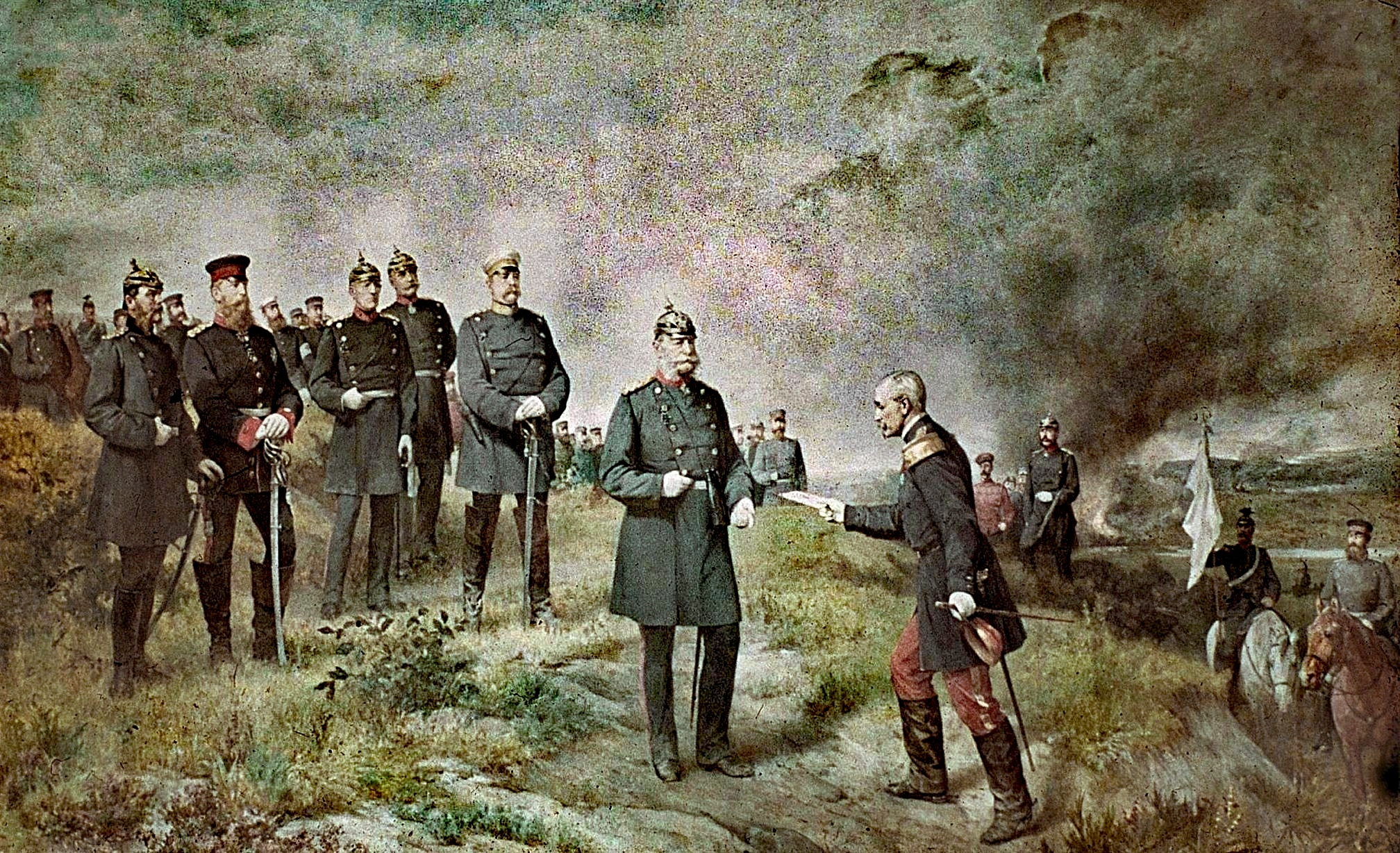
セダンの戦い(普仏戦争)
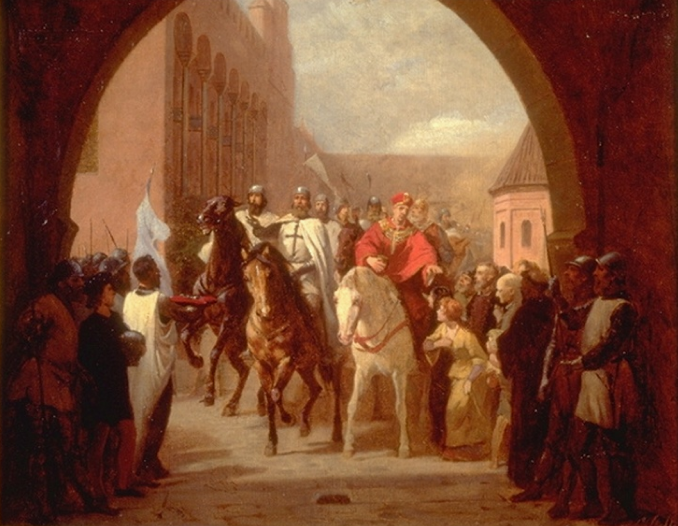
マルボルク城に入城するチュートン騎士
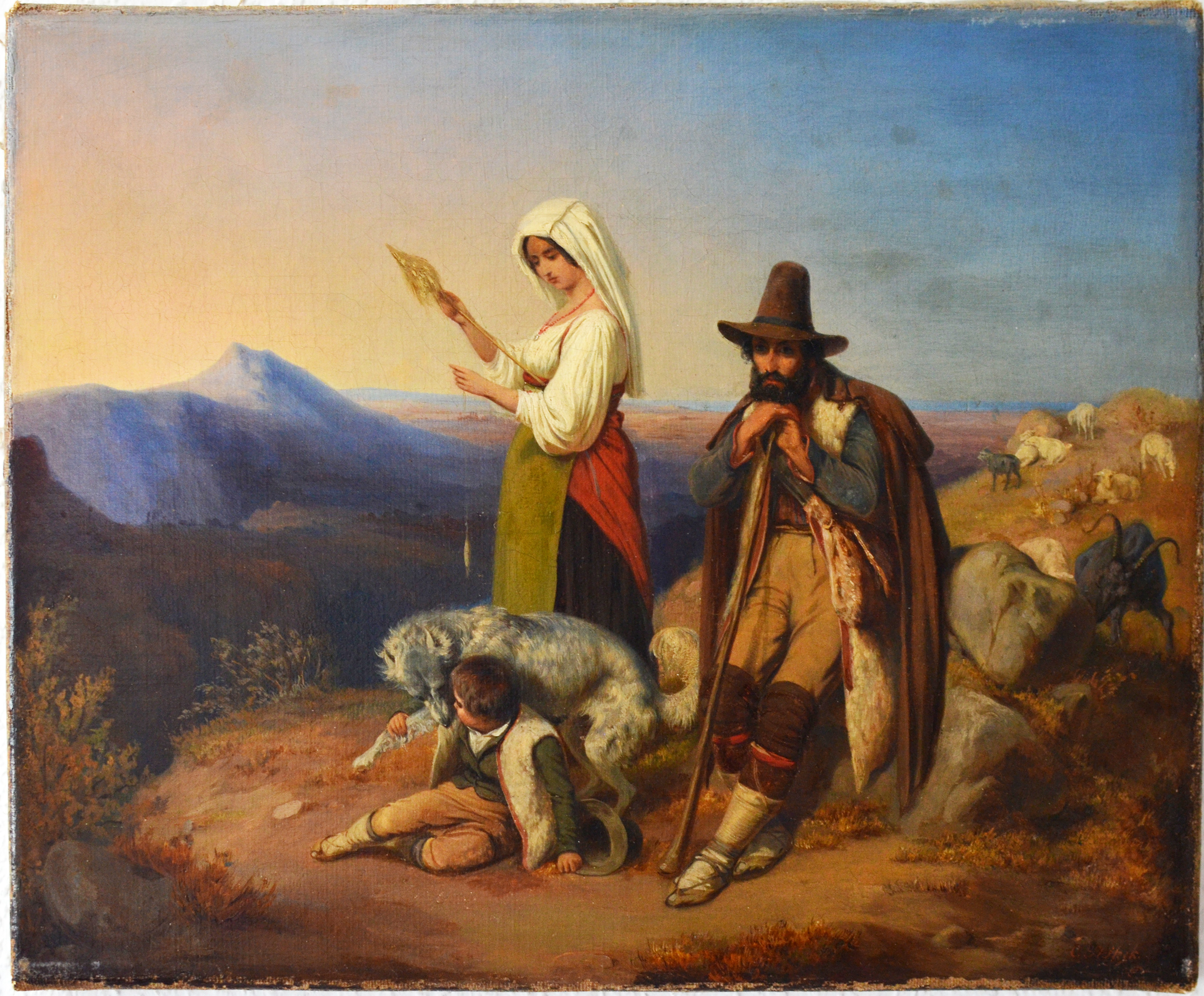

### 動物画

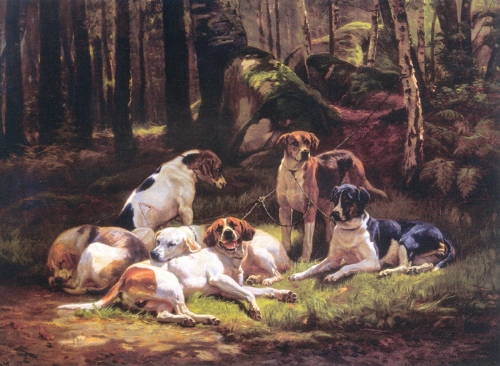
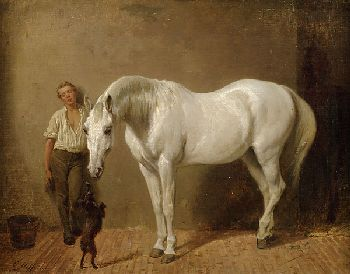
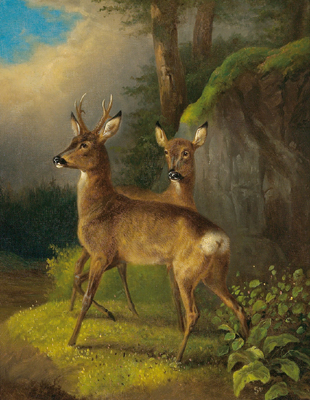
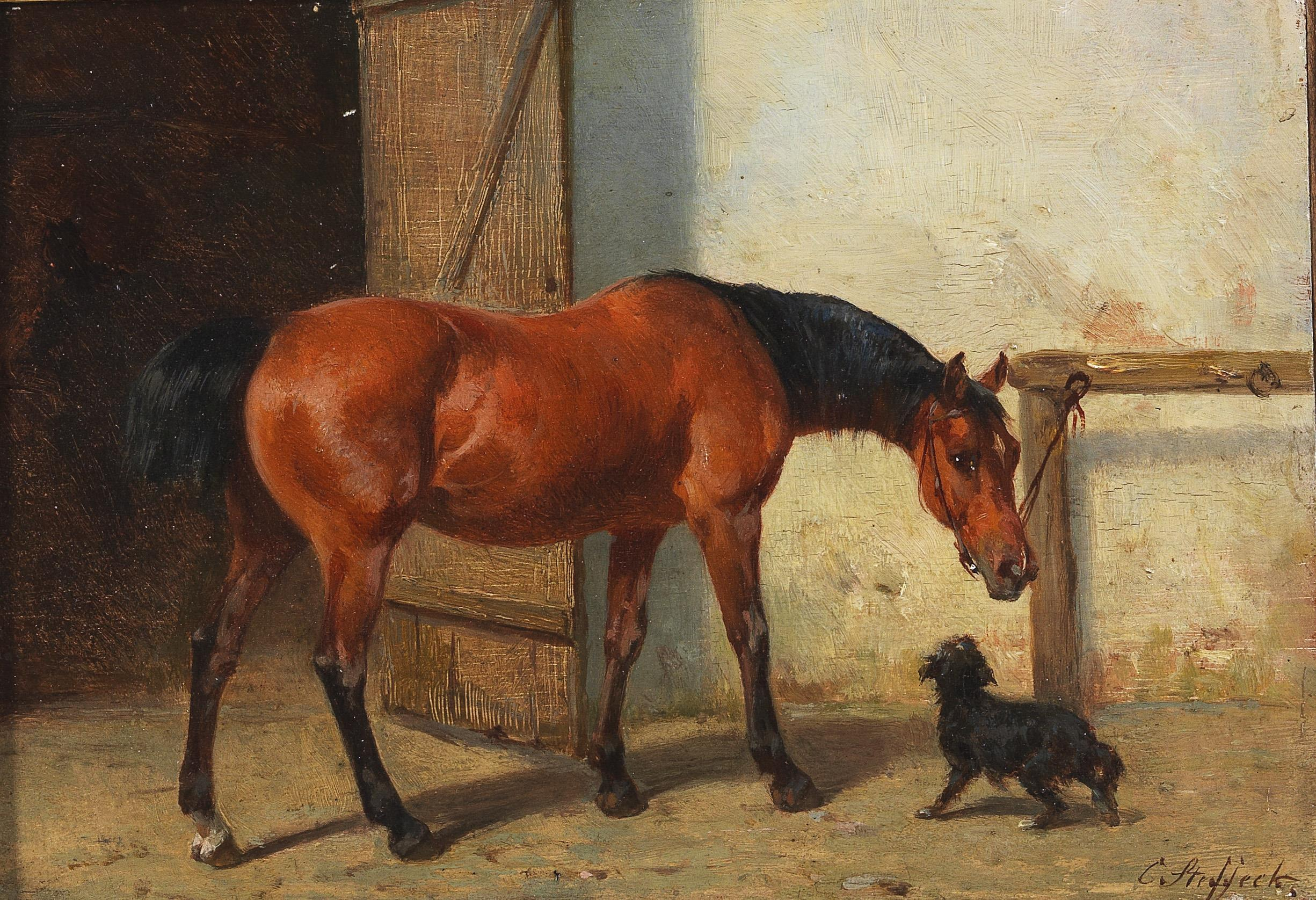